# Selogudig Wetan
Selogudig Wetan is een bestuurslaag in het regentschap Probolinggo van de provincie Oost-Java, Indonesië. Selogudig Wetan telt 3721 inwoners (volkstelling 2010).